# Vincent van Engelen
Vincent van Engelen (23 april 1947 – 10 februari 2025) was een Nederlands radio-dj, presentator en stemacteur.
Hij groeide op in Halfweg, doorliep het Triniteitslyceum in Haarlem en studeerde aan de Universiteit van Amsterdam.
Van Engelen was in de jaren zeventig en tachtig jarenlang dj bij de KRO op Hilversum 3 en presenteerde een aantal programma's zoals "de KRO op drie", "de Vincent van Engelenshow", "Des Engels", "Vraag en antwoord" en "K-Rock" met bij dit laatste programma stevige hardrock. Bij Radio Tour de France was hij in 1972 en 1977 presentator tussen 3 en 4 uur 's middags. Ook was hij vanaf de start van de nachtuitzendingen in 1973 's nachts te horen in onder meer "De Satésausshow".
Vanaf halverwege de jaren tachtig verlegde hij zijn werkzaamheden naar de andere Hilversumse zenders. Later vertrok hij naar de NOS en NPS en presenteerde daar programma's zoals "Radio 6 in Concert", "Roots", "Vincent & Co", "Studio 6", "Spotlight, "de Vinyl Code". Ook versloeg hij de concerten vanaf locatie zoals het North Sea Jazz Festival en de Edisons. Eind 2012 nam Van Engelen afscheid van Radio 6 in een speciale uitzending waarbij hij met Co de Kloet jr. de hele avond zijn favoriete live muziek van vinyl draaide. Daarnaast presenteerde hij op Radio 4 diverse programma's in de middag en tussen 0:00 en 1:00 's nachts.
In 1996 sprak hij als verteller de Disney klassieker Doornroosje in.
Vanaf mei 2016 presenteerde Van Engelen vrijdags van 22:00 - 24:00 uur 'Des Engels' op de internetradio 40UP Radio.
Van Engelen woonde vijftien jaar in Londerzeel in België en verhuisde in 2014 naar Hongarije waar hij zich in Almamellék vestigde. Hij overleed in februari 2025 op 77-jarige leeftijd in Hongarije.
- MusicBrainz: e6d11252-1bee-412a-b1fd-70d3facbc526